# Daniel Santos Peña
Daniel Santos Peña (San Juan, Puerto Rico, 14 de octubre de 1975) es un deportista olímpico puertorriqueño que compitió en boxeo, en la categoría de peso wélter y que consiguió la medalla bronce en los Juegos Olímpicos de Atlanta 1996.

## Palmarés internacional
| Juegos Olímpicos | Juegos Olímpicos         | Juegos Olímpicos  | Juegos Olímpicos |
| Año              | Lugar                    | Medalla           | Prueba           |
| ---------------- | ------------------------ | ----------------- | ---------------- |
| 1996             | Atlanta (Estados Unidos) | Medalla de bronce | Peso wélter      |